# Ryczów (Petite-Pologne)
Pour les articles homonymes, voir Ryczów.
Ryczów est une localité polonaise de la gmina de Spytkowice, située dans le powiat de Wadowice en voïvodie de Petite-Pologne.